# Mount Sylvester
Il Monte Sylvester è una montagna isolata cioè un monadnock o inselberg, situata sull'isola di Terranova, in Canada.

## Origine del nome
La montagna prende il nome da Sylvester Joe, una guida appartenente alla nazione di nativi americani dei Mi'kmaq, che accompagnò l'esploratore canadese William Cormack nel suo viaggio di esplorazione attraverso l'isola di Terranova.

## Caratteristiche
La montagna è una grande formazione rocciosa del periodo glaciale che si innalza isolata nella parte centrale e piana dell'isola. Si trova al confine con la Riserva Naturale della Baia del Nord, nella provincia di Terranova e Labrador.
La montagna è geologicamente classificata come un inselberg, una torre rocciosa creata dall'erosione chimica e ulteriormente modificata dall'azione del ghiaccio.
L'altezza del monte è di circa 274 m, con un'elevazione di circa 250 m rispetto alla pianura circostante.
Nella Riserva Naturale della Baia del Nord vive la più grande comunità di renne dei boschi (Rangifer tarandus caribou) dell'isola.
Nelle vicinanze del monte Sylvester cresce una foresta subartica prevalentemente sparsa e spesso a bassa crescita.

## Clima
L'area dove si trova il Monte Sylvester fa parte della zona climatica boreale.
La temperatura media annuale nella regione è di 3 °C. Il mese più caldo è luglio, quando la temperatura media è di 18 °C e il più freddo è gennaio, con -12 °C.
La piovosità media annua è di 1.949 millimetri. Il mese più umido è Novembre, con 217 mm di precipitazione in media, e il più secco è Maggio, con 110 mm di precipitazione.